# VS-40
El VS-40 es un cohete brasileiro impulsado por combustible sólido, con primera etapa impulsada por motor S40TM (4,200 kg) y segunda por motor S44M (810 kg), conta con tres lanzamientos, dos en Brasil y uno en Noruega por la operación SHEFEX de la ESA, tiene una capacidad para cargas útiles de hasta 500 kg en trayectorias de hasta 950km de apogeo. 
La primera etapa está constituida por el propulsor S40 del SONDA IV y la segunda etapa por el propulsor S44, cuarta etapa del VLS-1.
El objetivo inicial del desarrollo del dispositivo sería realizar un único lanzamiento para calificar la cuarta etapa del VLS-1 en las condiciones del vacío espacial, pero el vehículo también resultó prometedor como cohete de sondaje, por su rendimiento de vuelo espacial y por su volumen de carga útil disponible.

## Especificaciones
- Apogeo: 950 km
- Empuje en despegue: 207 kN
- Carga útil: 500 kg
- Masa total: 6.800 kg
- Diámetro: 1,01 m
- Longitud total: 9,5 m

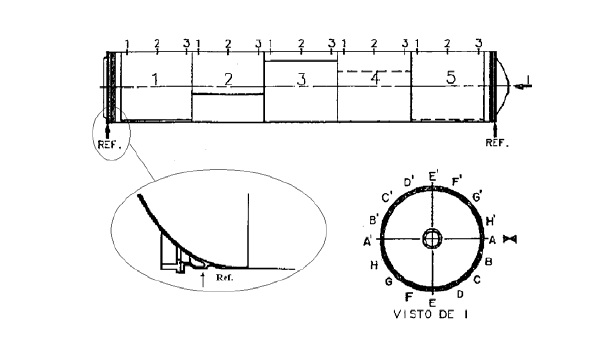
Motor S40, scheme-01

Mientras que en el primer vuelo del VS-40 en la operación de prueba desde el CLA se alcanzó una altitud de 950 km, en la misión SHEFEX II la cápsula espacial propulsada por el cohete alcanzó una altitud de 180 km y una velocidad de 11.000 km / h en la atmósfera y durante su reingreso alcanzó temperaturas superiores a los 2.500 °C.

## Lanzamientos
| # | Vehículo           | Fecha         | Local                  | Resultado | Observaciones                             |
| - | ------------------ | ------------- | ---------------------- | --------- | ----------------------------------------- |
| 1 | VS-40 PT-01        | 1993          | Brasil - CLA           | éxito     | Calificación del motor S44                |
| 2 | VS-40 PT-02        | 1998          | Brasil - CLA           | éxito     | Operación Livramento, carga VAP-1 (Fokker |
| 3 | VS-40M / SHEFEX II | 2012          | Noruega - Andøya Space | éxito     | carga SHEFEX II                           |
| 4 | VS-40M / V03       | 2015          | Brasil CLA             | falla     | Operación São Lourenço - SARA             |
| 5 | VS-40M / V04       | en desarrollo | Brasil CLA             |           | SARA II                                   |